# 미야마정 (기후현)
미야마정(일본어: 美山町)은 일본 기후현 야마가타군에 설치되었던 정이다. 2003년 4월 1일 야마가타 군의 다카토미 정·이자라 촌과 합병해 야마가타 시가 성립하였고, 미야마 정은 폐지되었다. 전쟁 전 나고야시에서 소개한 동마을 출신자에 의해 수전밸브공업이 흥하면서 한때는 전국 생산액의 50%를 넘는 산업으로 발전해 현재에 이르고 있다. 마을 이름은 합병 시 일반 공모되어 최종적으로 미야마와 미와로부터 선정된 것이다.

## 역사
- 1955년 4월 1일 - 쇼와 대합병으로 야마가타군 도나미촌, 다니아이촌, 구즈하라촌, 기타야마촌, 기타무게촌 및 무기군 이누이촌이 합병해 미야마촌이 성립하였다.
- 1964년 4월 1일 - 정으로 승격해 미야마정이 되었다.
- 2003년 4월 1일 - 다카토미정, 이지라촌이 합병해 야마가타시가 성립하였다. 동일 미야마정은 폐지되었다.

## 교통

### 도로
- 국도 제256호선
- 국도 제418호선

## 참고 문헌
- 角川日本地名大辞典編纂委員会,『角川日本地名大辞典 21 岐阜県』1980, 角川書店